# Emma Marrone
Emma Marrone, születési nevén Emmanuela Marrone, művésznevén Emma (Firenze, 1984. május 25. –), olasz énekesnő. Ő képviselte Olaszországot a 2014-es Eurovíziós Dalfesztiválon, a dán fővárosban, Koppenhágában.

## Karrier

### Sanremói Dalfesztivál
2011-ben a Modàval együtt adta elő a versenyen az Arriverà című dalt, mellyel a második helyen végzett a dalfesztiválon. 2012-ben Emma szólóelőadóként vett részt a Sanremón, ekkor ő győzedelmeskedett Non è l'inferno című dalával.

### Eurovíziós Dalfesztivál
2014. január 21-én jelentette be a RAI, az olasz közszolgálati televízió, hogy Emma képviseli Olaszországot a 2014-es Eurovíziós Dalfesztivál döntőjében. A dalfesztiválon fellépési sorrendben tizenhatodikként adta elő La mia città című dalát, amivel a 21. helyen végzett.

## Diszkográfia

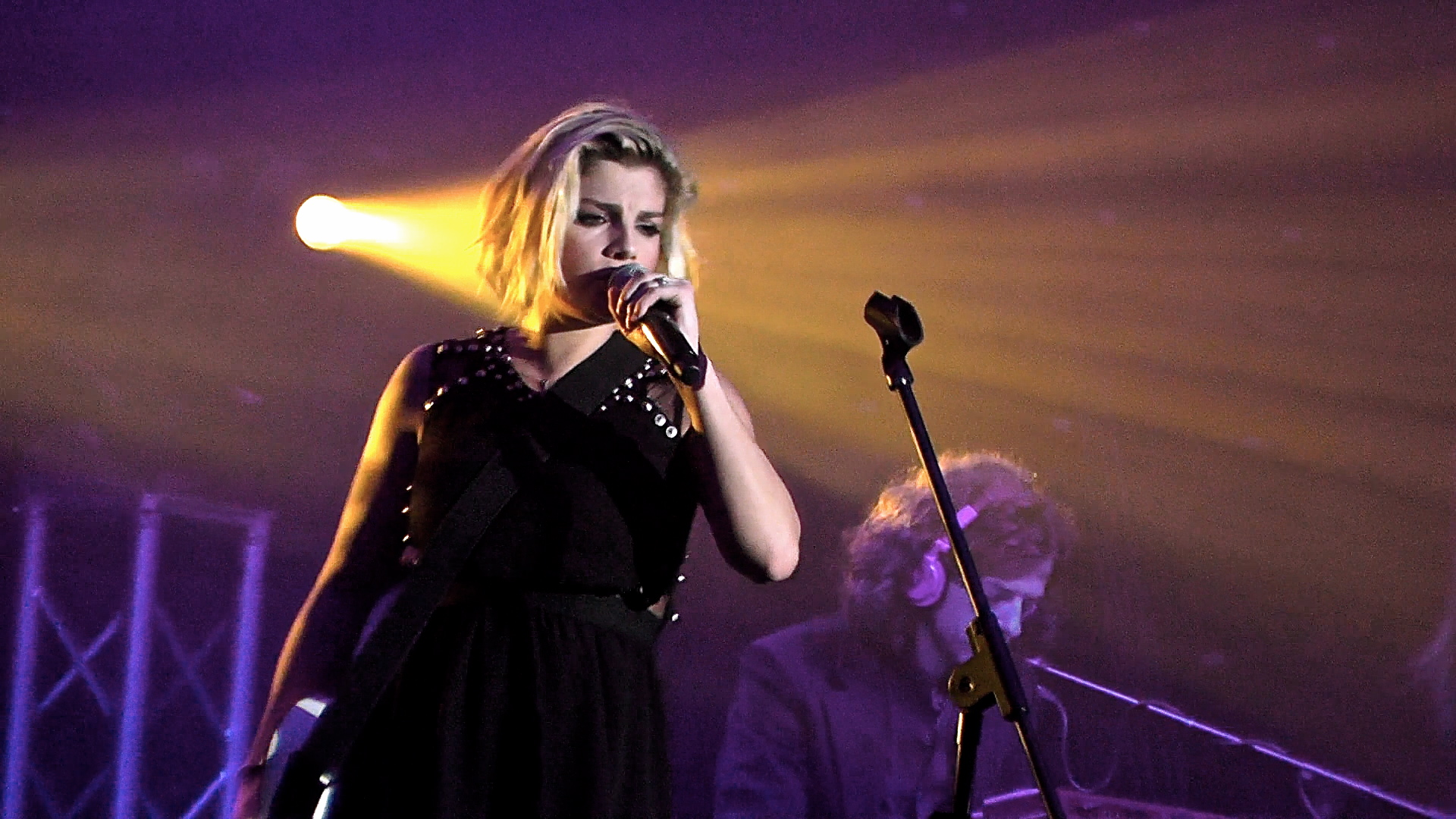
Emma egy bolognai koncerten 2012-ben

### Albumok
| Év   | Cím             | Legmagasabb helyezés | Legmagasabb helyezés |
| Év   | Cím             | IT                   | SWI                  |
| ---- | --------------- | -------------------- | -------------------- |
| 2010 | Oltre           | 1                    | 85                   |
| 2010 | A me piace così | 2                    | 50                   |
| 2011 | Sarò libera     | 1                    | 43                   |
| 2013 | Schiena         | 1                    | 25                   |

### Kislemezek
| Év   | Cím                    | Legmagasabb helyezés | Legmagasabb helyezés |
| Év   | Cím                    | ITA                  | CH                   |
| ---- | ---------------------- | -------------------- | -------------------- |
| 2010 | Calore                 | 1                    | 64                   |
| 2010 | Un sogno a costo zero  | –                    | –                    |
| 2010 | Sembra strano          | –                    | –                    |
| 2010 | Con le nuvole          | –                    | –                    |
| 2010 | Cullami                | –                    | –                    |
| 2011 | Arriverà               | 1                    | –                    |
| 2011 | Io son per te l'amore  | –                    | –                    |
| 2011 | Sarò libera            | 4                    | –                    |
| 2011 | Tra passione e lacrime | 42                   | –                    |
| 2012 | Non è l'inferno        | 1                    | 19                   |
| 2012 | Cercavo amore          | 1                    | 64                   |
| 2012 | Maledetto quel giorno  | –                    | –                    |
| 2013 | Amami                  | 3                    | –                    |
| 2013 | Dimentico tutto        | 12                   | –                    |
| 2013 | L'amore non mi basta   | 11                   | –                    |
| 2014 | La mia città           | 40                   | –                    |